# Bass Communion

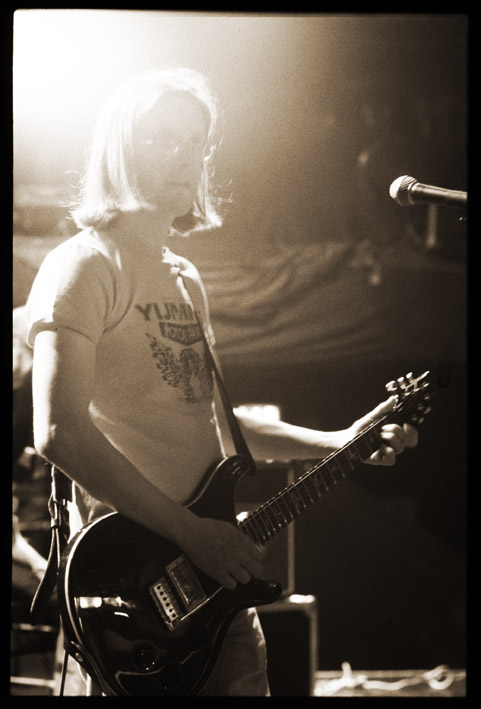
Steven Wilson en 2003 ou 2004.

Bass Communion est un groupe de musique anglais composé de Steven Wilson, en collaboration avec divers artistes, et orienté ambient, drone et électro.
Il s'agit d'un projet parallèle de Steven Wilson, plus connu pour son rôle dans le groupe Porcupine Tree.

## Discographie

### Albums
- I (1998)
- II (1999)
- III (2001)
- Ghosts on Magnetic Tape (2004)
- Indicates Void (2005)
- Loss (2006)
- Pacific Codex (2008)
- Molotov and Haze (2008)
- Cenotaph (2011)

### EPs
- Vajrayana (2004)
- Dronework (2005)
- Litany (2009)

### Collaborations
- Bass Communion vs. Muslimgauze (1999) -avec Muslimgauze-
- Bass Communion vs. Muslimgauze EP (2000) -avec Muslimgauze-
- Bass Communion Remixed (2003)
- Jonathan Coleclough / Bass Communion / Colin Potter (2003)
- Ghosts On Magnetic Tape - A. Liles Reconstruction (2004)
- Continuum (2005) -avec Dirk Serries-
- bcvsmgcd (2006) -avec Muslimgauze-
- Continuum II (2007) -avec Dirk Serries-
- The Continuum Recyclings Vol. 1 (2007)
- Fusilier / Pulse On Fire (2008) -avec Fear Falls Burning-
- Haze Shrapnel (2008) -avec Freiband-
- Headwind / Tailwind (2009) -avec Freiband-

### Live
- Live In Mexico City (2008) -avec Pig-
- Chiaroscuro (2009)

### Compilations
- Atmospherics (1999)
- Untitled (Bass Communion Box) (2014)